# Sobralia violacea
Sobralia violacea là một loài thực vật có hoa trong họ Lan. Loài này được Linden ex Lindl. miêu tả khoa học đầu tiên năm 1846.